# Indocrassatella pilula
Indocrassatella pilula is een tweekleppigensoort uit de familie van de Crassatellidae. De wetenschappelijke naam van de soort is voor het eerst geldig gepubliceerd in 1964 door Barnard.